# Đặc trưng Euler
Trong toán học, và đặc biệt hơn trong tôpô đại số và tổ hợp đa diện, đặc trưng Euler (hoặc đặc trưng Euler-Poincaré) là một topo bất biến, một số mà nó mô tả hình dạng hoặc cấu trúc của một không gian tôpô không phụ thuộc vào cách nó được uốn cong. Nó thường được ký hiệu là {\displaystyle \chi }.
Đặc trưng Euler {\displaystyle \chi }(S) của một mặt phẳng S được chia làm các tam giác là số đỉnh trừ đi số cạnh cộng với số mặt của tam giác
{\displaystyle \chi (S)=V-E+F\,\!}
Định lý: Đặc trưng Euler theo 2 phép phân chia tam giac của cùng 1 mặt phẳng là bằng nhau
Các đặc trưng Euler đã được xác định cho các khối đa diện và được sử dụng để chứng minh định lý khác nhau về chúng, bao gồm cả việc phân loại các khối Platon. Leonhard Euler, tên của ông đặt cho khái niệm này, đã có các công trình nghiên cứu đầu tiên về đặc trưng này. Trong toán học hiện đại, đặc trưng Euler xuất hiện từ phép đồng điều và liên hệ với nhiều bất biến khác.

## Khối đa diện
Đặc trưng Euler {\displaystyle \chi } được định nghĩa cổ điển cho các khối đa diện lồi, theo công thức
{\displaystyle \chi =V-E+F\,\!}
Kết quả này được gọi là công thức đa diện Euler hoặc định lý đa diện Euler. Đặc trưng Euler cho hình cầu (tức χ = 2), và áp dụng giống với khối đa diện hình cầu. Minh họa cho công thức trên một số khối đa diện được đưa ra dưới đây.
Trong đó V, E và F tương ứng là số đỉnh (góc), các cạnh và mặt trong đa diện nhất định. Bất kỳ bề mặt đa diện lồi của Euler có đặc trưng
{\displaystyle \chi =V-E+F=2.\,\!}
| Tên                           | Hình ảnh | Đỉnh V | Cạnh E | Mặt F | Đặc trưng Euler: V − E + F |
| ----------------------------- | -------- | ------ | ------ | ----- | -------------------------- |
| Tứ diện                       |          | 4      | 6      | 4     | 2                          |
| Lục diện hoặc hình lập phương |          | 8      | 12     | 6     | 2                          |
| Bát diện                      |          | 6      | 12     | 8     | 2                          |
| Thập nhị diện                 |          | 20     | 30     | 12    | 2                          |
| Nhị thập diện                 |          | 12     | 30     | 20    | 2                          |

Bề mặt của khối đa diện không lồi có thể có những đặc trưng Euler khác nhau;
| Tên                 | Hình | Đỉnh V | Cạnh E | Mặt F | Đặc trung Euler: V − E + F |
| ------------------- | ---- | ------ | ------ | ----- | -------------------------- |
| Tetrahemihexahedron |      | 6      | 12     | 7     | 1                          |
| Octahemioctahedron  |      | 12     | 24     | 12    | 0                          |
| Cubohemioctahedron  |      | 12     | 24     | 10    | −2                         |
| Great icosahedron   |      | 12     | 30     | 20    | 2                          |

Đối với các khối đa diện bình thường, Arthur Cayley thu được một dạng biến đổi của công thức Euler bằng cách sử dụng mật độ của khối đa diện D, số đỉnh {\displaystyle d_{v}} và mặt {\displaystyle d_{f}}:
{\displaystyle d_{v}V-E+d_{f}F=2D.}
Phiên bản này giữ cho cả hai khối đa diện lồi (nơi mật độ là tất cả 1), và không lồi đa diện Kepler-Poinsot:
Tất cả các Đa diện xạ ảnh đều có đặc trưng Euler bằng 1, tương ứng với mặt phẳng xạ ảnh thực, trong khi khối đa diện hình xuyến đều có đặc trưng Euler bằng 0, tương ứng với hình xuyến.

### Đồ thị phẳng
Các đặc trưng Euler có thể được xác định cho đồ thị phẳng liên thông bằng cách cùng công thức {\displaystyle V-E+F} như cho các bề mặt đa diện, nơi F là số lượng mặt trong đồ thị, bao gồm cả các mặt bên ngoài.
Đặc trưng Euler của bất kỳ đồ thị phẳng liên thông G là 2. Điều này có thể dễ dàng chứng minh bằng trực quan về số lượng k mặt được xác định bởi G, bắt đầu với một cây như trường hợp cơ sở. Đối với cây, E = V-1 và F = 1. Nếu G có thành phần bù C, cùng tranh luận bằng trực quan trên F cho thấy rằng {\displaystyle V-E+F-C=1}. Một trong số ít các lý thuyết đồ thị của Cauchy cũng chứng minh kết quả này

### Chứng minh công thức Euler

Các bước chứng minh cho hình lập phương.

Có nhiều cách chứng minh cho công thức Euler. Trong số đó do Cauchy đưa ra vào năm 1811, như sau: Chúng minh áp dụng cho bất kỳ đa diện lồi, và nói chung cho bất kỳ đa diện có biên tương đương hình học với một mặt cầu và các mặt đa diện có tương đương tô pô với đĩa phẳng.
Xóa một mặt của bề mặt đa diện. Bằng cách kéo các cạnh của mặt mất tích xa nhau, biến dạng tất cả các phần còn lại thành một đồ thị phẳng của các điểm và các đường cong, được minh họa bằng hình đầu tiên của ba đồ thị cho các trường hợp đặc biệt của khối lập phương. (Giả sử rằng bề mặt đa diện đồng phôi với mặt cầu ngay từ đầu.Sau khi biến dạng này, những mặt chính tắc nói chung là không chính tắc nữa. Số đỉnh và cạnh vẫn như cũ, nhưng số lượng các mặt đã được giảm 1. Do đó, chứng minh công thức Euler cho đa diện giảm để chứng minh {\displaystyle V-E+F=1} cho này bị biến dạng, đối tượng phẳng.
Nếu có một mặt với hơn ba bên, vẽ một đường chéo-có nghĩa là, một đường cong qua mặt kết nối hai đỉnh mà chưa được kết nối. Này cho biết thêm một cạnh và một mặt và không thay đổi số đỉnh, do đó, nó không thay đổi số lượng {\displaystyle V-E+F}. (Giả định rằng tất cả các mặt đĩa cần thiết ở đây, để hiển thị thông qua định lý đường cong Jordan rằng hoạt động này làm tăng số lượng mặt lên một.) Tiếp tục bổ sung các cạnh theo cách này cho đến khi tất cả các mặt có hình tam giác.
Áp dụng nhiều lần một trong hai biến đổi sau đây, duy trì bất biến mà ranh giới bên ngoài luôn luôn là một chu kỳ đơn giản:
1. Xóa một hình tam giác với một cạnh tiếp giáp với bên ngoài, được minh họa bằng đồ thị thứ hai. Điều này làm giảm số cạnh và mặt của mỗi khối và không làm thay đổi số đỉnh, vì vậy nó bảo toàn {\displaystyle V-E+F}.
2. Xóa một hình tam giác với hai cạnh chia bởi các bên ngoài của mạng, được minh họa bằng đồ thị thứ ba. Mỗi tam giác bị xoá tức là bỏ đi một đỉnh, hai cạnh và một mặt, vì vậy nó bảo toàn {\displaystyle V-E+F}.

Những biến đổi cuối cùng giảm đồ thị hai chiều để một hình tam giác đơn. (Nếu không có sự đơn giản chu kỳ bất biến, loại bỏ một hình tam giác có thể ngắt kết nối hình tam giác còn lại, vô hiệu các phần còn lại của các đối số một để loại bỏ hợp lệ là một ví dụ cơ bản của một bắn phá..)
Tại thời điểm này hình tam giác đơn độc có V = 3, E = 3, và F = 1, do đó {\displaystyle V-E+F=1}. Kể từ khi một trong hai bước chuyển đổi trên bảo quản số lượng này, chúng tôi đã cho thấy {\displaystyle V-E+F=1} cho biến dạng, đối tượng phẳng như vậy, thể hiện {\displaystyle V-E+F=2} cho đa diện. Điều này chứng minh định lý.
Để chứng minh thêm, xem Twenty Proofs of Euler's Formula của David Eppstein. Nhiều bằng chứng, trong đó có sai sót và hạn chế của họ, được sử dụng như ví dụ trong Proofs and Refutations của Imre Lakatos.

## Định nghĩa tô pô học
Các bề mặt đa diện được thảo luận ở trên, trong ngôn ngữ hiện đại, hai chiều hữu hạn CW-phức. (Chỉ khi những mặt tam giác được sử dụng, chúng là đơn hình phức hữu hạn hai chiều phức.) Nói chung, đối với bất kỳ CW-phức hữu hạn, đặc trưng Euler có thể được định nghĩa là tổng luân phiên
{\displaystyle \chi =k_{0}-k_{1}+k_{2}-k_{3}+\cdots ,\ }
với kn là số ô của n chiều trong {\displaystyle \mathbb {C} }.
Tương tự, đối với một đơn hình phức, đặc trưng Euler bằng tổng luân phiên
{\displaystyle \chi =k_{0}-k_{1}+k_{2}-k_{3}+\cdots ,\ }
với kn là số n-đơn trong phức.
Hơn nữa nói chung, với bất kỳ không gian topo, chúng ta có thể xác định số Betti thứ n bn như cấp bậc của các nhóm đồng điều đơn lẻ thứ n. Các đặc trưng Euler có thể được định nghĩa là tổng luân phiên.
{\displaystyle \chi =b_{0}-b_{1}+b_{2}-b_{3}+\cdots .\ }
Số này được định nghĩa tốt nếu các con số Betti là tất cả hữu hạn và nếu chúng không vượt quá một chỉ số nhất định index n0. Với đơn hình phức, đây không phải là định nghĩa giống như ở đoạn trên nhưng là một tính toán tương đồng cho thấy rằng hai định nghĩa sẽ cho cùng giá trị {\displaystyle \chi }.

## Tính chất
Đặc trưng Euler của bất kỳ đa tạp đóng chiều lẻ là 0. Trường hợp cho các ví dụ định hướng là hệ quả của Tính đối ngẫu Poincaré. tính chất  này được áp dụng nói chung cho bất kỳ Không gian Compắc được phân tầng tất cả các lớp có số chiều lẻ. Hơn nữa, đặc trưng Euler thường được dùng tốt đối với nhiều phép tính cơ bản trên không gian topo, như sau.

### Bất biến đồng luân
Bởi vì tính tương đồng là một bất biến topo (trong thực tế, một bất biến đồng luân — hai không gian tôpô đó là tương đương đồng luân có các nhóm tương đồng đẳng cấu), nên đó là đặc trưng Euler.
Ví dụ, bất kỳ đa diện lồi đồng phôi với quả cầu trong không gian ba chiều, do đó bề mặt của nó là đồng phôi (do đó tương đương đồng luân) để các quả cầu hai chiều, có Đặc trưng Euler là 2. Điều này giải thích lý do tại sao các khối đa diện lồi có đặc trưng Euler là 2.

### Nguyên tắc hợp và loại trừ
Nếu M và N là 2 không gian topo bất kì, Ta có đặc trưng Euler của hội rời là tổng của các đặc trưng Euler của chúng, do đó tính tương đồng là cộng dưới 2 hội rời:
{\displaystyle \chi (M\sqcup N)=\chi (M)+\chi (N).}
Nói một cách tổng quát hơn, nếu M và N là không gian con của X, thì ta có hội và giao của chúng. Trong một vài trường hợp, Đặc trưng Euler tuân theo một nguyên tắc hợp và loại trừ:
{\displaystyle \chi (M\cup N)=\chi (M)+\chi (N)-\chi (M\cap N).}
Điều này đúng trong các trường hợp dưới đây:
- Nếu M và N là một cặp loại trừ. Đặc biệt, nếu phần trong của M và N ở trong hội vẫn phủ các hội.[3]
- Nếu X là một không gian compắc địa phương, và nó dùng đặc trưng Euler với giá compact, không có giả thuyết nào trên M hoặc N là cần thiết.
- Nếu X là một không gian phân tầng tất cả các tầng của X đều là không gian, Nguyên tắc hợp và loại trừ dùng nếu M và N là hội của các phân tầng. Điều này áp dung trong trường hợp cụ thể nếu M và N là 1 dạng đại số phức.[4]

Nói chung, nguyên tắc hợp và loại trừ là sai. Một phản ví dụ được đưa ra bằng cách cho X là đường thẳng thực, M a tập con bao gồm 1 điểm và N là phần bù của M.

### Tính chất tích
Như vậy, đặc trưng Euler của bất kỳ không gian tích M × N là
{\displaystyle \chi (M\times N)=\chi (M)\cdot \chi (N).}
Những tính chất cộng và nhân được cảm sinh bởi lực lượng của các tập hợp. Bằng cách này, đặc trưng Euler co thể được xem như 1 sự khái quát hóa (của) lực lượng; tham khảo .

### Không gian phủ
Tương tự, cho một không gian phủ có k-phủ (i.e. thớ của phủ có lực lượng bằng k) {\displaystyle {\tilde {M}}\to M,} ta có
{\displaystyle \chi ({\tilde {M}})=k\cdot \chi (M).}
Tổng quát hơn, cho một không gian phủ bị rẽ nhánh, đặc trưng Euler của phủ có thể được tính toán như trên, với một hệ số hiệu chính cho những điểm rẽ nhánh, nó sinh ra công thức Riemann–Hurwitz.

### Tính chất thành thớ
Tính chất tích có thể được áp dụng rộng hơn cho các thành thớ với điều kiện nhất định.
Nếu {\displaystyle p\colon E\to B} là một thành thớ với thớ F, với không gian cơ sở B liên thông đường, và thành thớ là định hướng trong một trường K, ta có các đặc trưng Euler với các hệ số trong trường K đáp ứng các tính chất tích:
{\displaystyle \chi (E)=\chi (F)\cdot \chi (B).}
Điều này bao gồm những không gian tích và những không gian phủ như các trường hợp đặc biệt, và có thể được chứng minh bằng dãy phổ Serre trên sự tương hợp (của) một thành thớ.
Đối với các phân thớ, nó co thể được hiểu dưới dạng của một ánh xạ truyền {\displaystyle \tau \colon H_{*}(B)\to H_{*}(E)} – chú ý rằng đây là 1 ánh xạ được nâng lên và đi ngược lại với chiều ban đầu – thành phần của nó với các phép chiếu {\displaystyle p_{*}\colon H_{*}(E)\to H_{*}(B)} là phép nhân bởi các lớp Euler của thớ:
{\displaystyle p_{*}\circ \tau =\chi (F)\cdot 1.}

## Quan hệ với các bất biến
Đặc trưng Euler của một mặt định hướng đóng có thể được tính theo giống g (số hình mặt xuyến trong 1 tổng liên thông phân tích của một bề mặt; bằng trực quan)
{\displaystyle \chi =2-2g.\ }
Đặc trưng Euler của một mặt không được định hướng đóng có thể được tính theo giống không định hướng k (số mặt phẳng xạ ảnh thực trong 1 tổng liên thông phân tích của một bề mặt)
{\displaystyle \chi =2-k.\ }
Với các đa tạp trơn kín, Đặc trưng Euler trùng với số Euler, nghĩa là.,lớp Euler của họ tiếp tuyến được đánh giá trên các lớp cơ bản của một đa tạp. Lớp Euler, lần lượt, liên quan đến tất cả các lớp đặc trưng khác của họ vector.
Với các đa tạp Riemann, Đặc trưng Euler cũng có thể được tìm bởi bằng cách lấy tích phân đường cong; xem Định lý Gauss– Bonnet trong trường hợp 2 chiều và Định lý tổng quát Gauss–Bonnet trường hợp tổng quát.
Một dạng rời rac tương tự của Định lý Gauss– Bonnet là định lý Descartes': "tổng góc khuyết" của một đa diện, được đo trong vòng tròn đầy đủ, là đặc trưng Euler của khối đa diện.
Định lý Hadwiger phát biểu rằng đặc trưng Euler là hàm số duy nhất (xê xích một phép nhân vô hướng) có các tính chất sau: bất biến dưới phép tịnh tiến, cộng tính hữu hạn, không-nhất-thiết-không-âm, xác định trên tập hợp các hội hữu hạn của các tập hợp compact lồi trong Rn, và thuần nhất tại bậc 0.

## Ví dụ
Đặc trưng Euler có thể được tính dễ dàng cho các bề mặt tổng quát bằng cách tìm một đa giác (polygonization) của bề mặt (nghĩa là, một mô tả như một CW-phức) và sử dụng các định nghĩa trên.
| Tên                                                    | Hình | Đặc trưng Euler |
| ------------------------------------------------------ | ---- | --------------- |
| Khoảng                                                 |      | 1               |
| Đường tròn                                             |      | 0               |
| Dĩa                                                    |      | 1               |
| Quả cầu                                                |      | 2               |
| Hình xuyến (tích của 2 đường tròn)                     |      | 0               |
| Hình xuyến đôi                                         |      | −2              |
| Hình xuyến ba                                          |      | −4              |
| Mặt phẳng xạ ảnh thực                                  |      | 1               |
| Dải Möbius                                             |      | 0               |
| Chai Klein (hình lọ nhỏ)                               |      | 0               |
| Hai quả cầu (không liên thông) (Hội rời của 2 quả cầu) |      | 2 + 2 = 4       |
| Ba quả cầu (không liên thông) (Hội rời của 3 quả cầu)  |      | 2 + 2 + 2 = 6   |

Bất kỳ không gian co (tức là, nó tương đương đồng luân với 1 điểm) có tương đồng tầm thường, nghĩa là số Betti thứ 0 là 1 và những số khác là 0. Tóm lại, Đặc trưng Euler của nó là 1. Trường hợp này bao gồm không gian Euclid {\displaystyle \mathbb {R} ^{n}} của bất kỳ chiều nào, cũng như quả cầu đơn vị đặc trong bất kì không gian Euclide — 1 chiều - khoảng, 2 chiều - đĩa, 3 chiều - quả cầu,...
Quả cầu n chiều có số Betti là một trong chiều 0 và n, và tất cả các số Betti khác là 0 Suy ra Đặc trưng Euler của nó là {\displaystyle 1+(-1)^{n}} — tức là,hoặc 0 hoặc 2.
Không gian xạ ảnh thực n chiều là thương của n quả cầu bởi ánh xạ ngược. Suy ra rằng đặc trưng Euler của nó chính xác một nửa đã tương ứng của các quả cầu - Hoặc là 0 hoặc 1.
Hình xuyến n chiều là tích 2 không gian của n vòng tròn. đặc trưng Euler của nó là 2 bởi tính chất tích

### Ví dụ quả bóng
Có bao nhiêu ngũ giác và hình lục giác tạo nên một quả bóng đá?
Giả sử sử dụng hình lục giác {\displaystyle H} và ngũ giác {\displaystyle P}; Suy ra ta có {\displaystyle F=H+P} mặt. mỗi hình ngũ giác (hình lục giác) có 5 đỉnh (6 đỉnh), và mỗi đỉnh có 3 mặt chung, suy ra ta có {\displaystyle V=(5P+6H)/3} đỉnh. Tương tự, mỗi ngũ giác (lục giác) có 5 cạnh (6 cạnh), và mỗi cạnh có 2 mặt chung, suy ra ta có {\displaystyle E=(5P+6H)/2} cạnh. Vì thế Đặc trưng Euler là {\displaystyle (P+H)-({\frac {5}{2}}P+3H)+({\frac {5}{3}}P+2H)=(1-{\frac {5}{2}}+{\frac {5}{3}})P+(1-3+2)H={\frac {1}{6}}P+0H}. Bởi vì quả cầu có đặc trưng Euler 2, nen ta có {\displaystyle P=12}. Kết quả là luôn luôn cần 12 ngũ giác trên một quả bóng đá, số lượng hình lục giác về nguyên tắc không bị giới hạn (nhưng đối với một quả bóng đá thực sự rõ ràng là một lựa chọn một số để làm cho bóng càng tròn càng tốt). Kết quả này cũng được áp dụng cho fullerenes.

## Khái quát hóa
Với mỗi tổ hợp ô phức, nó định nghĩa đặc trưng Euler là số ô-0, trừ đi số ô-1, cộng với số lượng ô-2,..., nếu tổng xen kẽ này là hữu hạn. Cụ thể là, các đặc trưng Euler của một tập hợp hữu hạn chỉ đơn giản là số lượng của nó, và các đặc trưng Euler của một đồ thị là số lượng các đỉnh trừ đi số của các cạnh.
Tổng quát hơn, nó có thể định nghĩa đặc trưng Euler của bất kỳ chuỗi phức là tổng luân phiên các bậc của các nhóm tương đồng của các chuỗi phức.
1 phiên bản được sử dụng trong hình hoc đại số là như sau. với bất kì bó {\displaystyle \scriptstyle {\mathcal {F}}} trên lược đồ chiếu xuống X, định nghĩa đặc trưng Euler của nó
{\displaystyle \chi ({\mathcal {F}})=\Sigma (-1)^{i}h^{i}(X,{\mathcal {F}}),}
với {\displaystyle \scriptstyle h^{i}(X,{\mathcal {F}})} là chiều thứ i của nhóm đối đồng điều bó(sheaf cohomology) của {\displaystyle \scriptstyle {\mathcal {F}}}.
Một khái quát khác về khái niệm Đặc trưng Euler trên đa tạp xuất phát từ quỹ đạo đa tạp. Trong khi mỗi ống có một số đặc trưng Euler nguyên, một quỹ đạo đa tạp có thể có một đặc trưng Euler phân đoạn. Ví dụ, giọt nước mắt quỹ đạo đa tạp có đặc trưng Euler 1 + 1/p, với p là một số nguyên tố tương ứng với các góc hình nón 2π / p.
Khái niệm Đặc trưng Euler của một tập hợp sắp thứ tự một phần (poset) hữu hạn bị chặn là một sự tổng quát, quan trọng trong tổ hợp. Một poset được "bao bọc" nếu nó có các phần tử nhỏ nhất và lớn nhất, gọi chúng là 0 và 1. Đặc trưng Euler của một poset như thế được định nghĩa là số nguyên μ(0,1), trong đó μ là hàm Mobius về tỷ lệ đại số đó là poset.
Điều này có thể được tiếp tục tổng quát bằng cách định nghĩa một Q-giá trị đặc trưng Euler cho các loại() hữu hạn nhất định, một khái niệm tương thích với của đồ thị của các đặc trưng Euler, quỹ đạo đa tạp và posets đề cập ở trên. Trong hoàn cảnh này, các đặc trưng Euler của một nhóm hữu hạn hoặc nửa nhóm G là 1/|G|, và các đặc trưng Euler của một phỏng nhóm(groupoid) hữu hạn là tổng của 1/|Gi|, nơi mà chúng tôi đã chọn một nhóm đại diện Gi cho mỗi thành phần liên thông của phỏng nhóm.